# Gatton, England
Gatton är en by i unparished area Reigate, i distriktet Reigate and Banstead, i grevskapet Surrey i England. Byn är belägen 3 km från Redhill. Gatton var en civil parish fram till 1974. Civil parish hade 628 invånare år 1951. Byn nämndes i Domedagsboken (Domesday Book) år 1086, och kallades då Gatone.